# Peterozyma xylosa
Peterozyma xylosa är en svampart som först beskrevs av Phaff, M.W. Mill. & Shifrine, och fick sitt nu gällande namn av Kurtzman & Robnett 20 10. Peterozyma xylosa ingår i släktet Peterozyma, ordningen Saccharomycetales, klassen Saccharomycetes, divisionen sporsäcksvampar och riket svampar.   Inga underarter finns listade i Catalogue of Life.